# Alexei Luțenko
Alexei Luțenko (în rusă Алексей Луценко), (n. 7 septembrie 1992, Bolьşaя Malyşka⁠(d), Provincia Kazahstanul de Nord, Kazahstan), este un ciclist kazah. În 2012, a devenit campion mondial U21 pe șosea și a devenit profesionist anul următor alături de echipa Astana.

## Rezultate în Marile Tururi

### Turul Franței
9 participări
- 2013: abandon în etapa a 18-a
- 2016: locul 62
- 2017: locul 71
- 2019: locul 19
- 2020: locul 46, câștigătorul etapei a 6-a
- 2021: locul 7
- 2022: locul 8
- 2023: locul 10
- 2024: nu a terminat competiția

### Turul Spaniei
3 participări
- 2014: locul 100
- 2017: locul 75, câștigătorul etapei a 5-a
- 2022: locul 71

### Turul Italiei
2 participări
- 2018: locul 87
- 2024: nu a terminat competiția